# Бар, Сенди
Сенди Бар (ивр. סנדי בר‎, урождённая Сенди Баранес (ивр. סנדי ברנס‎), род. 5 апреля 1976, Тель-Авив) — израильская актриса и модель.
Сенди родилась в Тель-Авиве, Израиль. Её отец — ливийский еврей, а мать — израильтянка, потомок марокканских евреев.

## Карьера
Бар начала карьеру модели в 17 лет, снявшись в рекламе пива Black and Wild, молочного пудинга Milki, а также Isracard. Она работала моделью для модных компаний Castro и Pilpel.
Бар начала свою актёрскую карьеру в 1996 году в телевизионной драме «Смертельная удача» режиссёра Эрана Риклиса. Фильм транслировался в прайм-тайм на канале Channel; затем последовали роли в фильмах Zbeng!, Zinzana и Военнопленные.
В 2022 году Бар приняла участие в 8-м сезоне израильского шоу «Танцы со звездами», где заняла 8-е место (из 15 пар).

## Личная жизнь
В 2000 году Бар вышла замуж за израильского актёра Аки Авни. Бар и Авни несколько лет прожили в Лос-Анджелесе. Их сын родился в 2004 году в США. Пара вернулась в Израиль в 2008 году. В том же году они расстались и в конечном итоге развелись.